# Mbéré
Pour la langue bantoue, voir Mbere (langue).

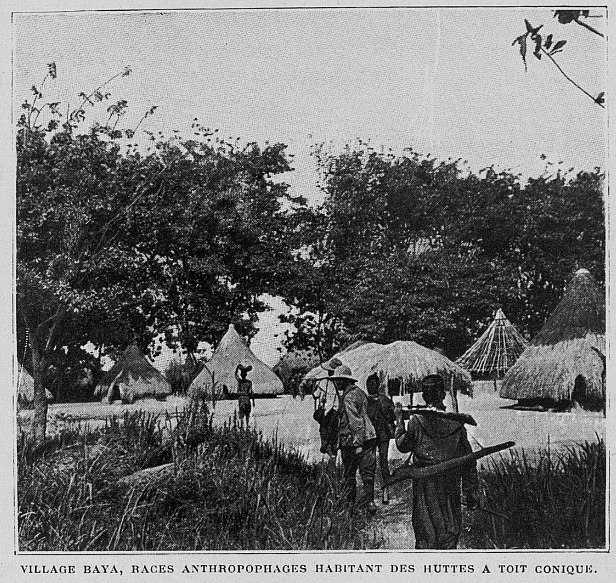
Exploration coloniale dans un village gbaya en 1903

Le Mbéré est un département du Cameroun situé dans la région de l'Adamaoua. Son chef-lieu est Meiganga. Il a été érigé en Département par Décret no 83/392 du 22 août 1983. Le Département est dirigé depuis 1è.
Selon les données de l'Annuaire statistique du Cameroun, édition 2011 , le Département compte 111 450 habitants pour une superficie totale de 14 267 km2.
Le chef-lieu Meiganga est distant de la capitale régionale Ngaoundéré de 157 km par route et 118 km en vol d'oiseau.

## Organisation territoriale
Le département est découpé en 4 arrondissements  et/ou communes :
- Dir
- Djohong
- Meiganga
- Ngaoui

Chaque arrondissement est dirigé par un Sous-préfet. Ils ont été nommés par un décret du Président de la République signé le 23 avril 2013.

## Préfet
RIBOUEM À MOUGAM LOUIS FLORENT (Depuis 2020)

## Sites touristiques
Une dizaine de sites touristiques sont recensés dans le Département.

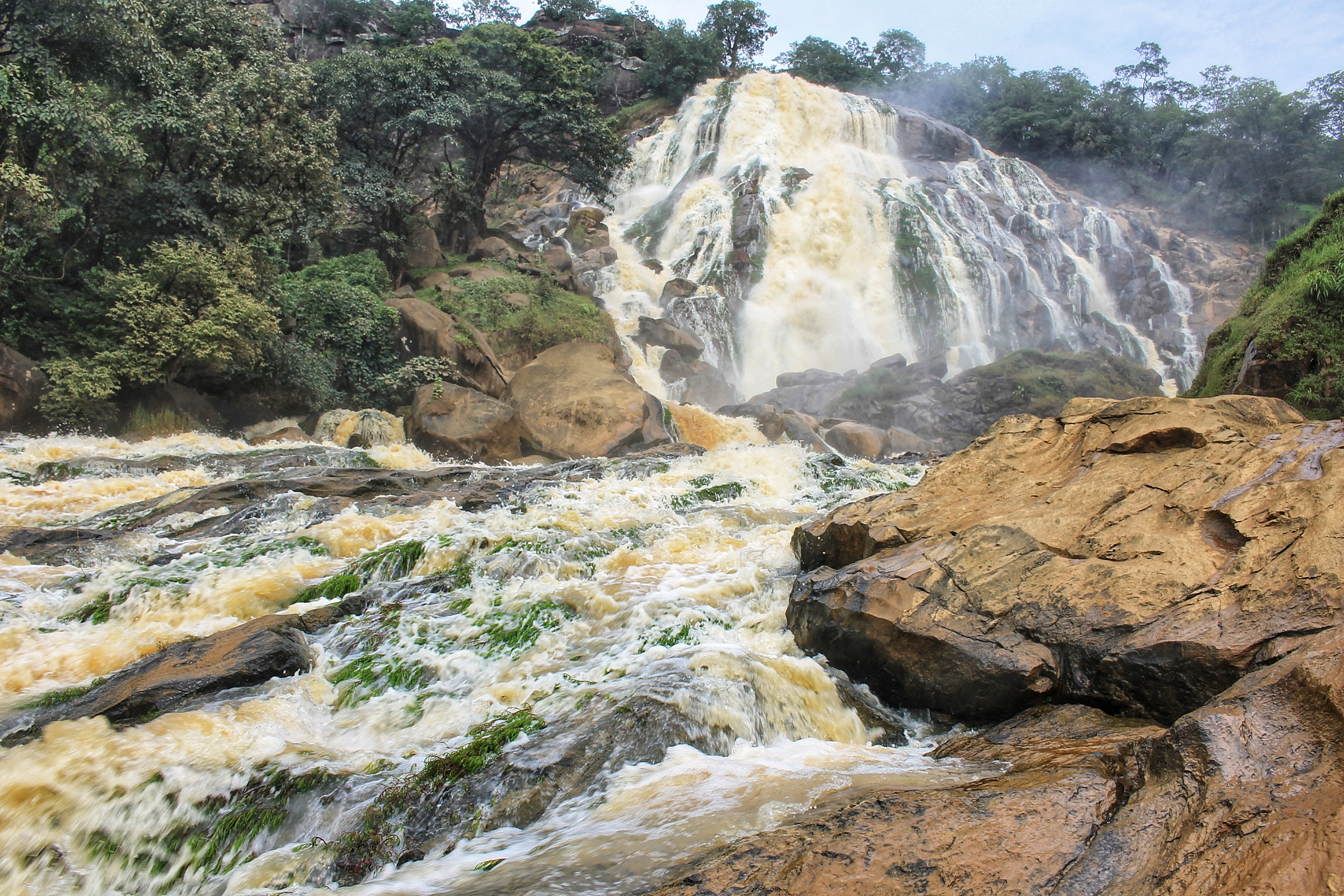
Chutes de Lancrenon à Yamba dans l'Adamaoua

## Grandes écoles
- EGEM: École de Géologie et de l'Exploitation Minière située dans l'arrondissement  de Meiganga
- École de Théologie de Meiganga

## Démographie
Les groupes de populations les plus importants sont : les Gbaya qui constituent l'écrasante majorité, les Mbororo avec une forte présence, les Fulbe, les hausa, les Mbum-Mbéré entre autres. Avec les récentes migrations, on y retrouve les populations originaires d'autres régions camerounaises. On note aussi une forte présence des populations migrantes issues des vagues des réfugiés centrafricains.

## Histoire
Le Mbéré a été l'une des terres des plus hostiles incursions djihadistes peules du XIXe siècle. Pendant plusieurs décennies, les Gbaya ont opposé une vive résistance face à une invasion qui a fini par s'imposer grâce aux complicités internes. Si certains chefs ont rallié la cause peule en nouant des alliances, l'Islamisation fut très difficile. Malgré la réticence, le Mbéré a été un lieu d'esclavage en connexion avec les traites exportatrices. Cette réticence des Gbaya explique le fait que dans la majeure partie des localités, les chefs sont islamisés mais la population pratiquent la spiritualité ancestrale ou le Christianisme.
La mémoire collective rapporte l'histoire d'un affrontement entre le clan gbaya Bougoui et les Zaaman (Germann), les Allemands autour de "Som-Ndiri" connu sous l'appellation de Chute de Lancrenon. Selon la tradition orale, alors que les affrontements avaient duré des jours, un groupe des Bougoui se dirigea vers la chute pour y tendre une embuscade à cause de la supériorité des adversaires en armements. C'est alors que le chef Samba du clan demanda aux siens de l'attendre un instant, le temps pour lui d'annoncer leur arrivée aux Ancêtres. Les pas des Allemands approchaient et c'est alors que des armes à feu émergèrent des fonds de l'eau. Alors que tout le groupe était silencieux, l'un des guerriers, pris de panique s'écria "nous sommes morts, au secours !". Quelques instants après, les armes s'immergèrent dans l'eau définitivement. Pour les Bougoui qui sont aujourd'hui à Yamba, Lokototi, Ngam et Danfili, ce sont les Ancêtres qui venaient ainsi leur livrer des armes afin de combattre les ennemis. 

## Personnalités
Baoro Théophile, Vice Président de l'assemblée Nationale. 
Moussa Sabo, Sénateur et Chef Supérieur de Meiganga. 
Yaya Doumba Marius, Député et Chef supérieur de Djohong. 
Doka Yamio Serge, enseignant-chercheur en physique, professeur des Universités. Actuellement, il est Directeur de l'Ecole Nationale Supérieure des Mines et des Industries Pétrolières de l'Université de Maroua à Kaélé.
Djouldé Darman Roger, enseignant-chercheur Titulaire des Universités sciences alimentaires et nutrition.
Harouna Gambo, Administrateur civil, Directeur Adjoint de l'Ecole Nationale d'Administration et de la Magistrature, Yaoundé.
Beloko Dogo Gbadomo, homme de culture et artiste.
Yadji Paul (Paul Sore), homme de culture, enseignant-chercheur en langue et littérature africaines.
Aboubakar Kombo 
Maire de la commune de Meiganga et président de section RDPC du Mbéré.

## Etablissements d'enseignements secondaires[9]
| Lycée bilingue de Meiganga             | Meiganga |
| Lycée classique et moderne de Meiganga | Meiganga |
| Lycée de Batoua Godole                 | Meiganga |
| Lycée de Dir                           | Dir      |
| Lycée de Djohong                       | Djohong  |
| Lycée de Gunbela                       | Meiganga |
| Lycée de Lokoti                        | Meiganga |
| Lycée de Meidougou                     | Meiganga |
| Lycée de Ngaoui                        | Ngaoui   |
| Lycée technique de Meiganga            | Meiganga |

| CES de Bagodo        | Dir      |
| CES de Beka          | Meiganga |
| CES de Garga-Limbona | Meiganga |
| CES de Kaladi        | Dir      |
| CES de Mikila        | Meiganga |
| CES de Yamba         | Djohong  |
| CES de Yarmbang      | Djohong  |
| CETIC de Dir         | Dir      |
| CETIC de Djohong     | Djohong  |
| CETIC de Kombo Laka  | Meiganga |